# چریویل (پنسیلوانیا)
چریویل (به انگلیسی: Cherryville) یک منطقهٔ مسکونی در ایالات متحده آمریکا است که در Lehigh Township واقع شده‌است. چریویل ۱٬۵۸۰ نفر جمعیت دارد.